# Carl Anton Larsen
Carl Anton Larsen (Østre Halsen, Noruega; 27 de agosto de 1860-Mar de Ross; 8 de diciembre de 1924) fue un ballenero y explorador antártico Noruego que realizó importantes contribuciones a la exploración de la Antártida, siendo la más significativa el primer descubrimiento de fósiles por el que recibió la Back Grant de la Royal Geographical Society. En diciembre de 1893 se convirtió en la primera persona en esquiar en la Antártida en la barrera de hielo Larsen, que posteriormente recibió su nombre. En 1904, Larsen volvió a fundar un asentamiento ballenero en Grytviken en la isla de Georgia del Sur. En 1910, después de algunos años de residencia en Georgia del Sur, renunció a su ciudadanía noruega y adoptó la ciudadanía británica. El buque factoría ballenero noruego CA Larsen recibió su nombre.

## Biografía
Carl Anton Larsen nació en Østre Halsen, Tjolling, hijo del capitán de barco noruego Ole Christian Larsen y su esposa Ellen Andrea Larsen (de soltera Thorsen). Posteriormente, su familia se mudó al cercano Sandefjord, el hogar de la industria ballenera noruega, donde a la temprana edad de 9 años se hizo a la mar en una pequeña barca con su padre persiguiendo focas y comerciando a través del Atlántico Norte con Gran Bretaña, regresando para ir a la escuela durante el otoño y el invierno. Continuó con esto durante varios años, hasta que su curiosidad por el mar era tan fuerte que se inscribió en la escuela de navegación, donde aprobó el examen para oficial de navegación al extranjero a la edad de 18 años. Habiendo estado en Gran Bretaña algunas veces en los años anteriores, se dio cuenta de la importancia de saber más idiomas y aprendió inglés y español  de manera autodidacta.
Finalmente consiguió un puesto a bordo del barco Hoppet de Larvik, como segundo oficial , luego primer oficial y oficial superior por debajo del capitán. Tenía 21 años y sabía que tenía que volver a estudiar, así que desembarcó y pronto se convirtió en capitán de barco. Al convertirse en capitán de barco, Larsen necesitaba un barco propio. Esto era más de lo que podía permitirse, así que en su lugar compró una parte de un viejo barco llamado Freden. No fue un camino de rosas para Larsen, ya que el barco Freden estuvo a punto de naufragar después de su primer viaje. Pronto lo arregló, solo para enfrentarse a otro revés: nadie tenía carga que pudiera transportar. Esto resultó ser un golpe de suerte, ya que decidió emprender su primera experiencia ballenera, cazando ballenas mulares en la costa de Noruega. Larsen era un ballenero nato y pronto llenó el Freden de ballenas y continuó llenándolo hasta 1885, cuando se dio cuenta de que no podía usar el cañón Svend Foyn con pequeños barcos de vapor cazadores como los balleneros modernos. Era hora de un barco más nuevo.

## Expediciones a la Antártida
Larsen dirigió una expedición a la Antártida, al mando del barco Jason, de 1892 a 1894. EN 1893 se convirtió en la primera persona en esquiar en la Antártida. Para 1895 era capitán de un barco ballenero. Pasaron el verano de 1892-93 explorando las aguas y las costas de la Tierra de Graham, y regresaron el verano siguiente para investigar los mares de Weddell y Bellingshausen. El hielo marino era particularmente ligero en 1893, lo que permitió al Jason navegar hasta los 68° 10' sur, más al sur de lo que se había logrado anteriormente, y de hecho ningún otro viajero penetraría tan al sur a lo largo de la plataforma de hielo Larsen durante casi un siglo.
Larsen contribuyó significativamente a la comprensión de la geografía del área, al descubrir la plataforma de hielo Larsen y la península Jason, dos de las 12 características nombradas en su honor, así como la costa Foyn en la Tierra de Graham, la Tierra del Rey Oscar y la isla Robertson. También identificó dos volcanes activos y muchos grupos de islas, y fue el primero en registrar una colonia de pingüinos emperador aunque, como la especie le era desconocida, los identificó erróneamente como pingüinos rey.  La colonia no fue redescubierta hasta 2014. Su expedición también descubrió restos de plantas fosilizadas en la isla Seymour,  y fue el primero en recuperar fósiles de la región;  el sitio ha seguido produciendo resultados paleontológicos significativos.
Luego capitaneó el barco Antarctic, como parte de la Expedición Antártica Sueca de 1901-1904 dirigida por Otto Nordenskjöld. El hielo marino era más pesado que en 1893 y, aunque el barco pasó por el estrecho Antarctic, infestado de icebergs y que ahora lleva su nombre, la expedición no pudo llegar más al sur que la isla Snow Hill. Durante su misión algunos de los miembros de su tripulación invernaron por 10 meses en la Isla Cerro Nevado, y luego su barco fue atrapado por los hielos, él y su tripulación esperaron el invierno (1903) en la Isla Paulet, sobreviviendo de pingüinos y focas hasta ser rescatados por el barco argentino ARA Corbeta Uruguay.

## Larsen y Georgia del Sur
En 1904, Larsen se instaló en la isla británica de Georgia del Sur en la Antártida , iniciando una nueva era en la caza de ballenas. En la víspera de Navidad de 1904, produjo el primer aceite de ballena de la temporada en la recién construida estación ballenera de Grytviken. Con capital de fuentes argentinas, noruegas y británicas, fundó la primera corporación ballenera antártica, la Compañía Argentina de Pesca. En pocos años, la Antártida producía aproximadamente el 70% del aceite de ballena del mundo.
Larsen había elegido el sitio de la estación ballenera durante su visita de 1902 mientras estaba al mando del Antarctic. Larsen organizó la construcción de Grytviken, una notable empresa realizada por un equipo de 60 noruegos. Al igual que con otros edificios, se construyó previamente una iglesia en Noruega y se erigió en Grytviken. Esta típica iglesia de estilo noruego fue consagrada como iglesia de la Iglesia de Noruega el día de Navidad de 1913. En 1922, el servicio fúnebre de Sir Ernest Shackleton se llevó a cabo en la iglesia antes de su entierro en el cementerio de la iglesia.  Larsen estableció un observatorio meteorológico en Grytviken, que desde 1905 se mantuvo en cooperación con la Oficina Meteorológica Argentina bajo los requisitos de arrendamiento británico de la estación ballenera hasta que estos cambiaron en 1949. Larsen también fue fundamental, junto con su hermano, en la introducción del reno en Georgia del Sur en 1911, como un recurso para la caza recreativa para las personas involucradas en la industria ballenera.
Larsen, al igual que otros administradores y altos funcionarios de las estaciones balleneras de Georgia del Sur, vivía en Grytviken junto con su familia, que incluía a su esposa, tres hijas y dos hijos. En 1910, obtuvieron la ciudadanía británica , tras una solicitud presentada ante el magistrado británico de Georgia del Sur en la que Larsen declaró: "He renunciado a mis derechos de ciudadano noruego y he residido aquí desde que comencé a cazar ballenas en esta colonia el 16 de noviembre de 1904 y no tengo ninguna razón para ser de otra ciudadanía que no sea la británica, ya que he tenido y tengo la intención de tener mi residencia aquí durante mucho tiempo".
Larsen murió en diciembre de 1925 mientras intentaba dirigir un barco factoría ballenero a gran escala hacia el Mar de Ross.

## Bibliografía

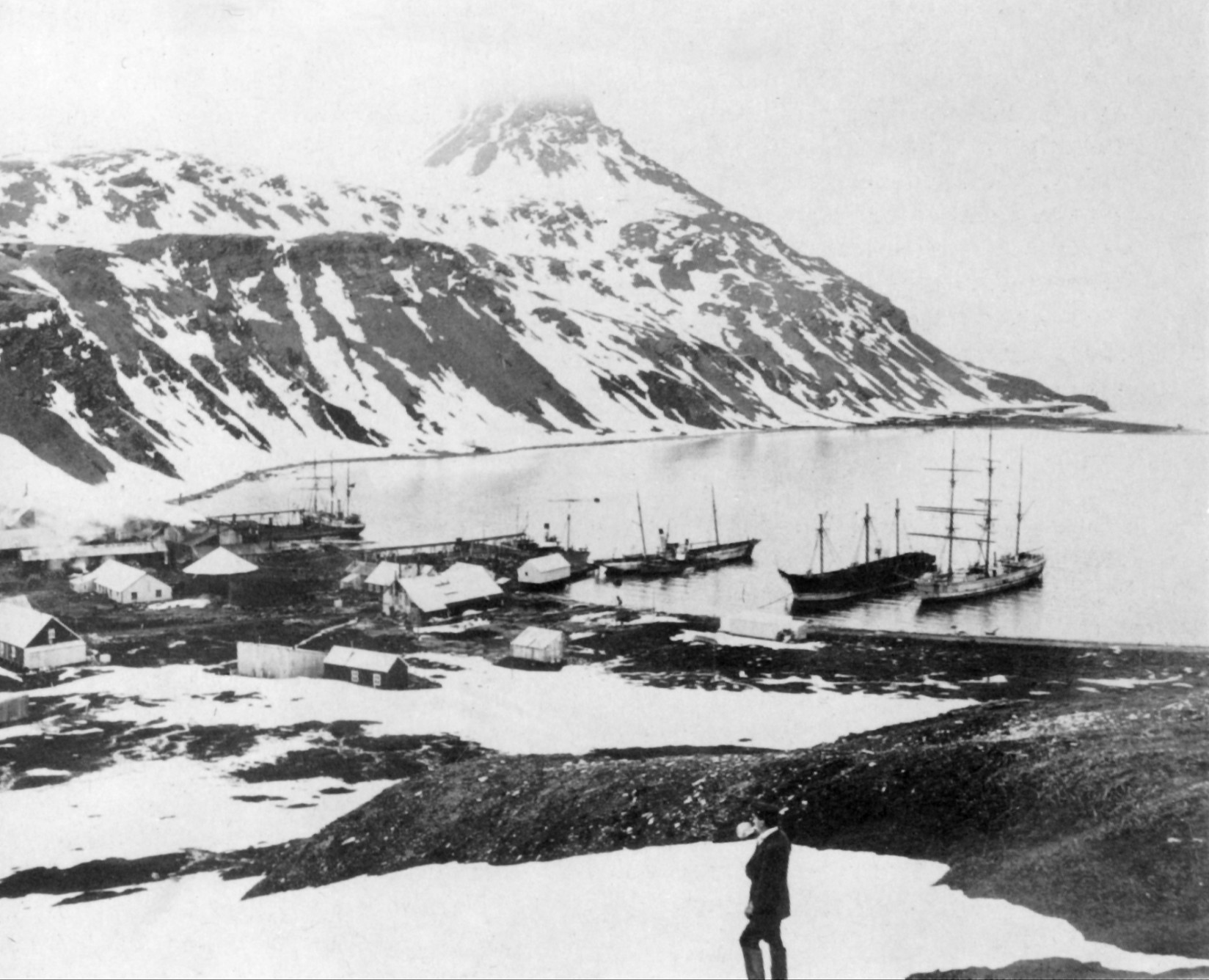
Grytviken en 1914.